# V646 Возничего
V646 Возничего (лат. V646 Aurigae) — двойная затменная переменная звезда типа W Большой Медведицы (EW) в созвездии Возничего на расстоянии приблизительно 3047 световых лет (около 934 парсеков) от Солнца. Видимая звёздная величина звезды — от +13,53m до +13,12m. Орбитальный период — около 0,4386 суток (10,527 часов).

## Характеристики
Первый компонент — жёлтая звезда спектрального класса G. Радиус — около 1,91 солнечного, светимость — около 3,236 солнечных. Эффективная температура — около 5601 K.
Второй компонент — жёлтая звезда спектрального класса G.